# Trentepohlia (Trentepohlia) atrogenualis
Trentepohlia (Trentepohlia) atrogenualis is een tweevleugelige uit de familie steltmuggen (Limoniidae). De soort komt voor in het Afrotropisch gebied.